# حاجي حسن خالصة
حاجي حسن خالصة هي قرية في مقاطعة مياندوآب، إيران. عدد سكان هذه القرية هو 571 في سنة 2006.